# Harald Hau
Harald Hau (* 23. Oktober 1966) ist ein deutscher Finanzwissenschaftler.

## Leben
Hau studierte nach dem Abitur von 1987 bis 1990 als Stipendiat der Studienstiftung des deutschen Volkes Volkswirtschaftslehre an der Rheinischen Friedrich-Wilhelms-Universität Bonn. Danach besuchte er die University of Virginia in Charlottesville, wo er einen Master of Arts in Economics erwarb. 1996 machte er seinen Ph.D. bei Kenneth S. Rogoff an der Woodrow Wilson School der Princeton University. Er war dann Assistant Professor an der École supérieure des sciences économiques et commerciales (Frankreich) und dem INSEAD in Fountainebleau and Singapore. Seit 2011 ist er Professor für Economics und Finance an der Universität Genf, wo er Direktor des Geneva Finance Research Institute ist. Darüber hinaus ist er Lehrstuhlinhaber am Swiss Finance Institute.
Forschungsaufenthalte führten ihn an das Institute for International Economic Studies in Stockholm, das Centre for Economic Policy Research in London, die Norges Bank in Oslo, das Hong Kong Institute for Monetary Research und zum Internationalen Währungsfonds in Washington, D.C. 2011 war er Wim Duisenberg Research Fellow bei der Europäischen Zentralbank in Frankfurt. Außerdem war er Gastprofessor an der Haas School of Business der University of California, Berkeley und dem Center for Economic Studies in München. Er veröffentlichte u. a. in The American Economic Review, Review of Financial Studies, The Journal of Finance und Journal of Financial Economics.

## Auszeichnungen
Neben mehreren Stipendien und Grants erhielt er folgende Preise:
- 2000: Joseph de la Vega Prize für das beste Paper durch die Federation of European Stock Exchanges
- 2007: Best Journal Paper Prize durch Europlace
- 2009: Special Prize for Best Journal Article zur Finanzkrise durch Europlace
- 2010: Standard Life ECGI Best Paper Prize des European Corporate Governance Institute
- 2013: Best Paper Prize beim 11. International Paris Finance Meeting